# Bataille de Drăgășani
Guerre d'indépendance grecque et Révolution roumaine
Batailles
- Patras
- Alamana
- Gravia
- Valtetsi
- Doliana
- Drăgășani
- Tripolizza
- Péta
- Chios
- Dervénakia
- Nauplie
- Karpénissi
- Guerres civiles (en)
- Psará
- Maniaki (en)
- Sphactérie
- Missolonghi
- Arachova
- Phalère
- Navarin

La bataille de Drăgășani, connue dans la littérature grecque sous le nom de bataille de Dragatsani, est livrée le 19 juin 1821 (le 7 juin dans le calendrier julien alors en vigueur dans l'église orthodoxe) pendant la guerre d'indépendance grecque et la révolution de 1821 en Moldavie et Valachie.
À Drăgășani (en grec Dragatsani) en Valachie, elle oppose d'une part les révolutionnaires de l'Hétairie commandés par Alexandre Ypsilántis et ses lieutenants (Brajović (sr), Caravia, Diamandi, Gligoriević (en), Macedonski, Manakis (el), Olympiotis (el)) et secondés par les Pandoures roumains commandés par Gheorghe Magheru (ro) et le haïduc local Preda Drugănescu (ro), et d'autre part les troupes ottomanes. Alexandre Ypsilantis et l'Hétairie avaient le soutien des principautés roumaines de Moldavie et de Valachie, vassales de l'empire ottoman, mais dont la population et les Hospodars phanariotes souhaitaient s'émanciper. Joignant leurs forces à celles des insurgés valaques et espérant voir la Russie intervenir à leurs côtés dans le conflit, les Hétairistes installent leur camp à Târgoviște. Cet espoir est déçu et les Ottomans, rassurés sur les intentions des Russes, peuvent envoyer des forces importantes pour réduire l'insurrection roumaine et intercepter les Hétairistes. Ceux-ci subissent à Drăgășani une défaite décisive lors de laquelle leur bataillon sacré, encerclé par les Ottomans dans l'église fortifiée, est anéanti : la plupart (dont Drugănescu) périrent ; Ypsilantis ne put s'échapper de justesse que pour finir dans une prison autrichienne. Un monument commémore cet épisode.